# Henri Adrien Tanoux

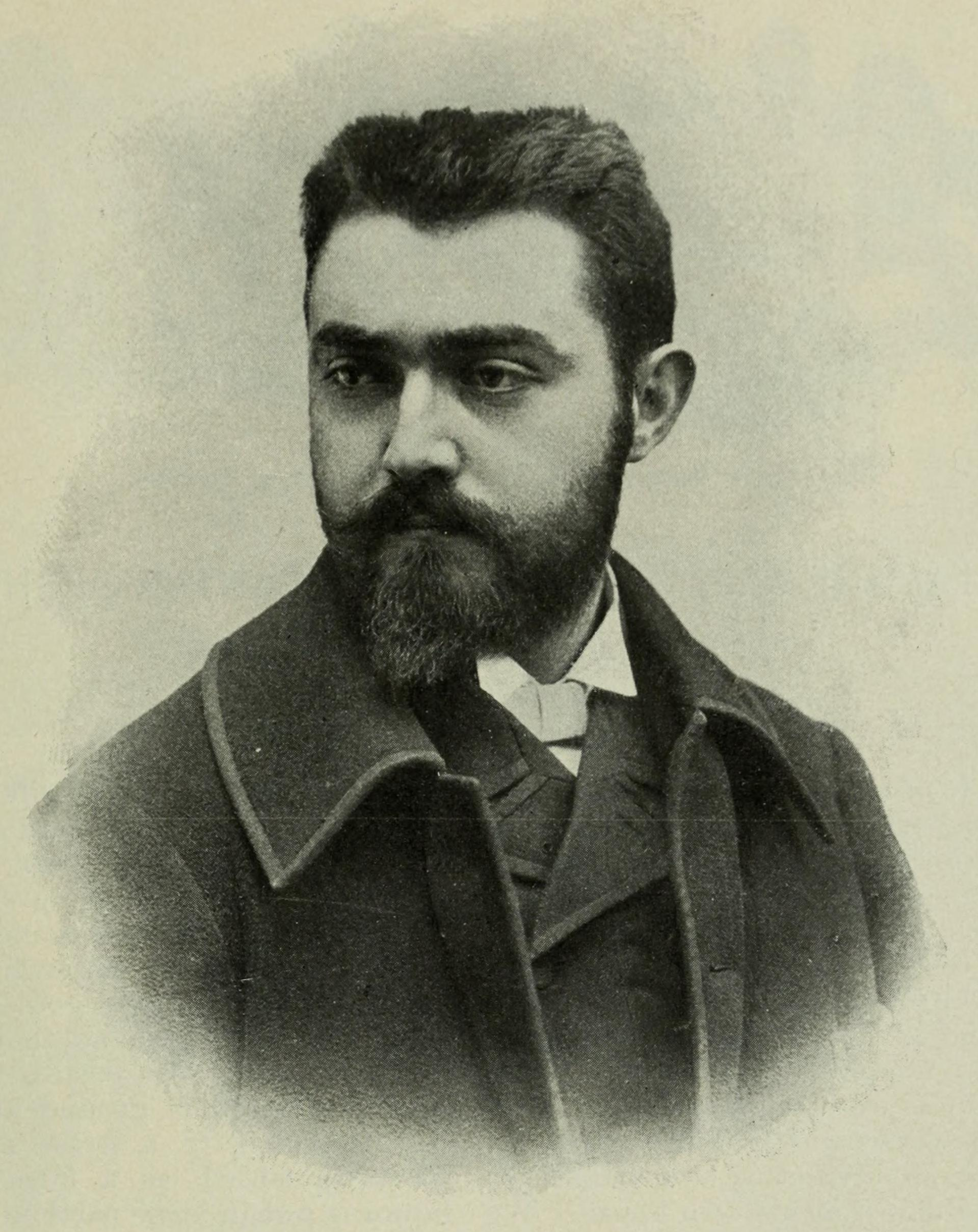
Henri Adrien Tanoux

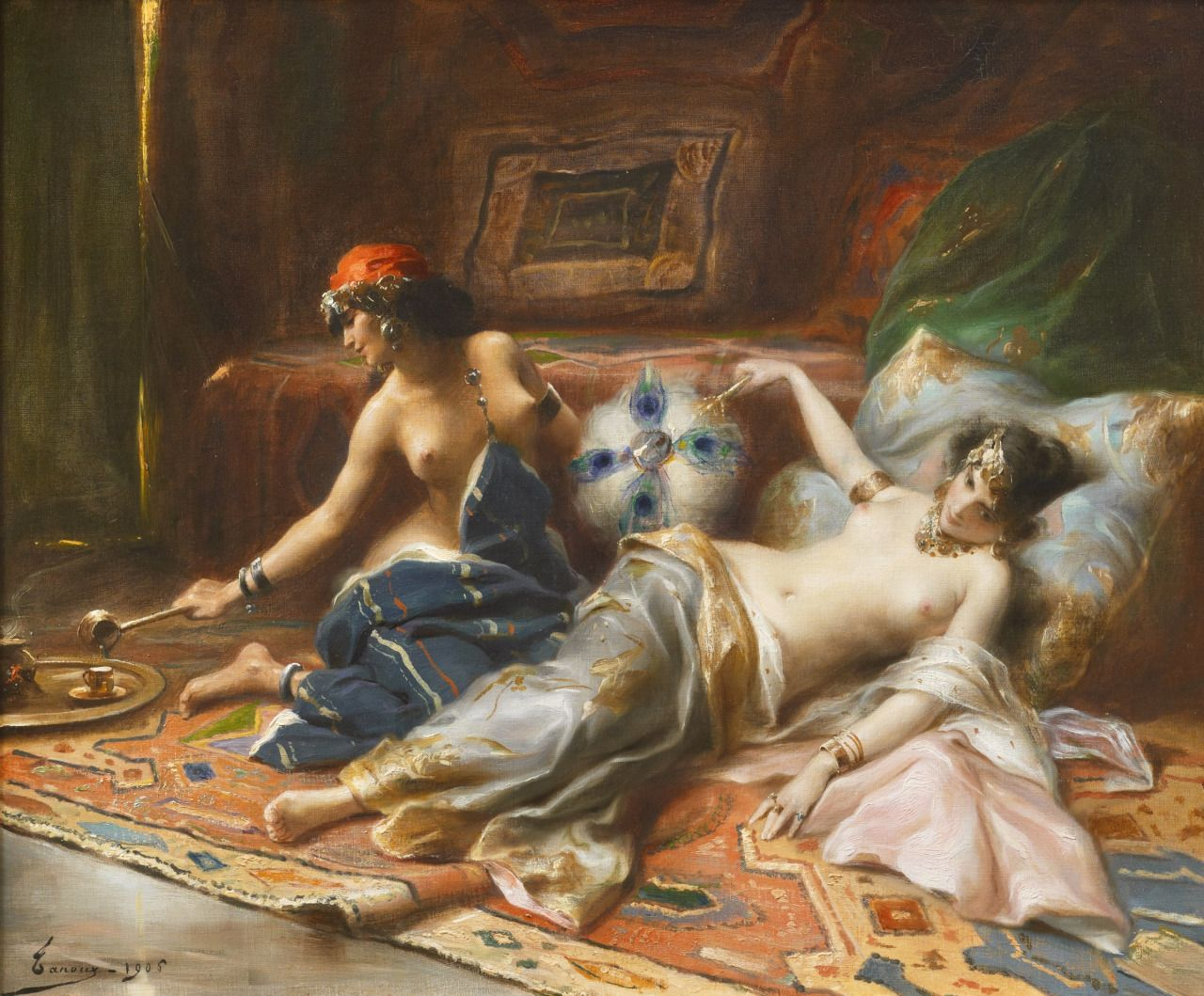
Odalisken

Henri Adrien Tanoux (* 18. Oktober 1865 in Marseille; † 8. April 1923 in Paris) war ein französischer Maler. Er widmete sich den Landschaften, Frauenakten und orientalischen Szenen.
Tanoux begann seine Studien 1878 an der École des Beaux-Arts in Marseille. 1886 wechselte er an die École des Beaux-Arts in Paris, wo er Schüler von Léon Bonnat war. Bereits 1886 stellte er sein Werk Judith zeigt das Haupt des Holofernes dem jüdischen Volk auf dem Salon de Paris aus und war danach regelmäßig dort vertreten. 1889 wurde er auf der Weltausstellung von Paris mit einem Lob ausgezeichnet. Er wurde 1905 zum Mitglied der Société des Artistes Français gewählt.
Seine Werke sind reichlich im Kunsthandel vertreten.